# 短柱猪毛菜
短柱猪毛菜（学名：Salsola lanata）为藜科猪毛菜属下的一个种。

## 分佈
猪毛菜原产于中国、朝鲜、蒙古、俄罗斯、巴基斯坦以及中亚；在中国分布于东北、华北、西北、西南及西藏、河南、山东、江苏等省区。 猪毛菜喜直射较强光照，耐寒性强、耐旱性好、能耐盐碱，能够在在碱性砂质土壤上生长。 

## 食用價值
猪毛菜可以食用，營養價值較好，味道鲜美，柔嫩多汁，春秋季节采取鲜嫩的猪毛菜用开水焯熟后凉拌、做汤等，也可以进行晒干储存，吃的时候再泡发。 猪毛菜还能作为猪、牛、羊等动物的饲料。

## 扩展阅读
- 維基物種上的相關：短柱猪毛菜